# Тавров, Андрей Михайлович
Андрей Михайлович Тавров (настоящая фамилия Суздальцев; 12 марта 1948, Ростов-на-Дону — 21 сентября 2023, Москва) — поэт, прозаик, журналист. Главный редактор поэтической серии издательского проекта «Русский Гулливер» и журнала «Гвидеон». Представитель метареализма — течения в поэзии 70-х-90-х гг. XX века, означающего «метафизический реализм», а также «метафорический реализм».

## Биография
Окончил филологический факультет МГУ. Работал журналистом, художником по мозаике. Автор программы, посвящённой современной мифологии, на «Радио России», писал сценарии для телевизионного канала «Культура». В 2012 году основал литературный журнал «Гвидеон» (совместно с поэтом В. Месяцем), публиковавший в основном современную поэзию.
Публиковался в журналах «Футурум АРТ», «Новый мир», «Дети Ра», «Октябрь», «Дружба Народов», «Зинзивер», «Комментарии», «Арион» и др.
Автор близких метареализму поэтических книг «Настоящее время» (1989), «Театрик» (1997), «Две серебряных рыбы на красном фоне» (1997), «Звезда и бабочка — бинарный счет» (1998), «Альпийский квинтет» (1999), «Sanctus» (2002), «Psyhai» (2003), «Ангел пинг-понговых мячиков» (2004), а также романов «Орфей» и «Мотылёк».
Лауреат премии журнала «Дети Ра» за 2016 год.
Лауреат Большой премии «Московский наблюдатель» за 2017 год.
Лауреат Премии Андрея Белого в номинации «Поэзия» за книгу «Плач по Блейку» (2019).
Умер 21 сентября 2023 года. Похоронен на Новом Спасском кладбище (р.п. Андреевка, г.о. Солнечногорск, Московская область).

### Поэзия
- Настоящее время: Стихи / Андрей Суздальцев; [Худож. Б. Сопин]. — М.: Мол. гвардия, 1989. — 30, [2] с.: ил. — (Б-ка журн. ЦК ВЛКСМ «Молодая гвардия», ISSN N 13(376)).
- Осенняя песнь кентавра. — М.: Прометей, 1992. — 78 с.
- Звезда и бабочка: Бинарный счет. — М.: Сигма, 1999. — 72 с.
- Альпийский квинтет. — М.; СПб.: Комментарии, 2000. — 62 с.
- Sanctus. — М.: ЛИА Р. Элинина, 2003. — 44 с.
- Ангел пинг-понговых мячиков. — Саратов: Изд-во Саратовской торгово-промышленной палаты, 2004. — 84 стр.
- Парусник Ахилл. — М.: Наука, 2005. — 325, [1] с.: ил. — (Русский Гулливер). ISBN 5-02-033859-1
- Самурай: [Поэма]. — М.: АГРО-РИСК; Тверь : Kolonna Publications, 2006. — 55 с. — (Воздух; вып. 18). ISBN 5-94128-128-5
- Зима Ахашвероша: Кн. стихотворений. — М.: Центр современной лит., 2008. — 62, [1] с. — (Русский Гулливер). ISBN 978-5-91627-002-0
- Часослов Ахашвероша. — М.: Русский Гулливер; Центр современной литературы, 2010. — 152 с.
- Бестиарий. — М.: Русский Гулливер; Центр современной литературы, 2013. — 32 с.
- Проект Данте. — М.: Водолей, 2014. — 384 с.
- Державин. — М.: Русский Гулливер, 2016. — 69, [1] с. — (Поэтическая серия «Русского Гулливера»). ISBN 978-5-91627-176-8
- Плач по Блейку. — М.: Русский Гулливер, 2018. — 202, [1] с. — (Поэтическая серия «Русского Гулливера»). ISBN 978-5-91627-208-6
- Обратные композиции. — М.: Новое Литературное Обозрение, 2020. — 178, [4] с.: портр. — (Новая поэзия : НВП). ISBN 978-5-4448-1245-7
- Прощание с Кьеркегором: Вариант единицы. — М.: Квилп Пресс, Центр современной литературы, 2022. — 107 с.

### Проза
- Свечечка: [Сказки Андрея Суздальцева]. — М.: МОК-центр, [1999]. — 15 с.: цв. ил. ISBN 5-87629-107-2
- Орфей: Роман. — М.: Комментарии, 2000. — 244 с.
- Май, драконы и волшебное зеркало: [Сказки] / [Худож. М. Афанасьева]. — М.: Центр Нарния, 2005. — 187, [2] с., [8] л. ил.: цв. ил.. — (ССундук сказок). ISBN 5-901975-19-7 (в пер.)
- Кукла по имени Долли: [Роман]. — М.: Эксмо, 2008. — 251, [1] с. — (Новейший русский магический реализм). ISBN 978-5-699-25326-5
- Мотылёк: [Роман]. — М.: Эксмо, 2008. — 379, [1] с. — (Новейший русский магический реализм). ISBN 978-5-699-26490-2 (В пер.)
- Снежный солдат: Кн. стихотворений в прозе. — Кыштым: Евразийский журнальный портал «МЕГАЛИТ», 2016. — 136 с.
- Клуб Элвиса Пресли: Роман. — СПб.: Алетейя, 2017. — 252 с.
- И поднял его за волосы ангел: [Повесть, рассказы и 7 стихотворений в прозе]. — М.: Квилп Пресс, 2019. — 320 с.
- Гимназистка: Роман в афоризмах. — М.: Книги АТ, 2024. — 88 с. — ISBN 978-5-6051449-0-8

### Нон-фикшн
- Письма о поэзии: Статьи и эссе. — М.: Центр современной литературы, 2011. — 176 с.
- Реставрация бабочки: О христианстве в прозе и поэзии. — Нижний Новгород: Ассоц. «Духовное возрождение», 2011. — 215 с. — (Национальные евангельские авторы). ISBN 978-5-98449-177-8
- Территория рая. — М.: Книгоноша, 2013. — 210 с. — (Национальные евангельские авторы).
- Сын человеческий. Об отце Александре Мене. — М.: Эксмо; Книгоноша, 2014. — 286 с.: ил., портр. ISBN 978-5-699-70707-2
- Нулевая строфа: [Избранные эссе]. — М.; СПб.: Центр гуманитарных инициатив, 2016. — 428, [3] с.: ил., портр. — (Humanitas).; ISBN 978-5-98712-670-7
- Поэтика разрыва: [Эссе]. — М.: Русский Гулливер, 2016. — 182, [1] с. — (Гуманитарные исследования). ISBN 978-5-91627-177-5
- Внутреннее солнце : Кн. эссе о человеке, ищущем и находящем Бога / Андрей Суздальцев (Тавров). — М.: Триада; Миссия Евразия, 2020. — 292 с. ISBN 978-5-86181-661-8
- Короб лучевой: Интуиции, эссе и заметки о поэзии и культуре. — М.; СПб.: Центр гуманитарных инициатив, 2022. — 290, [1] с.: ил. — (Письмена времени). ISBN 978-5-98712-308-9